# Да Понте, Антонио
Анто́нио да По́нте (итал. Antonio da Ponte); 1512, Понте-Каприаска — 20 марта 1597, Венеция) — итальянский скульптор и архитектор.
В основном известен тем, что руководил реконструкцией моста Риальто в Венеции, начатой в 1588 году и завершённой в 1591 году, а также координировал её планирование. Также под его руководством осуществлена реставрация Дворца Дожей после пожаров 1574 и 1577 годов. Он руководил работами в Арсенале Венеции в 1579 году и строительством тюрем рядом с Дворцом Дожей в 1589 году.

## Биография
Родился в 1512 году в семье мастера Баттиста (Джамбаттиста) далла Порта, уроженца Венеции.
Одно из первых упоминаний датировано 11 января 1554 года: да Понте фигурирует в списке кандидатов на государственную пожизненную должность суперинтенданта, ответственного за выполнение работ по заказу магистрата (включая строительство Риальто). В списке он упоминается как плотник. Конкурс выиграл Пьеро де Губерни, но после его смерти в 1563 году его преемником стал да Понте.
Внутри Дворца Дожей в 1575 году он выполнил Зал Четырёх Дверей (итал. Sala delle Quattro Porte), вестибюль для залов Синьории и Сената, по проекту Андреа Палладио. После пожара 20 декабря 1577 года он все ещё работал во Дворце дожей. Дворец был сильно повреждён в залах Коллегии, Скрутинио, Сената и Большого Совета. Для его восстановления были вызваны пятнадцать ведущих архитекторов того времени, чтобы предложить проекты реконструкции. Среди всех предложенных был принят проект Да Понте, который восстановил прежний вид залов здания, а также руководил реставрацией аркад лоджий и подъездов, выходящих на запад и юг.

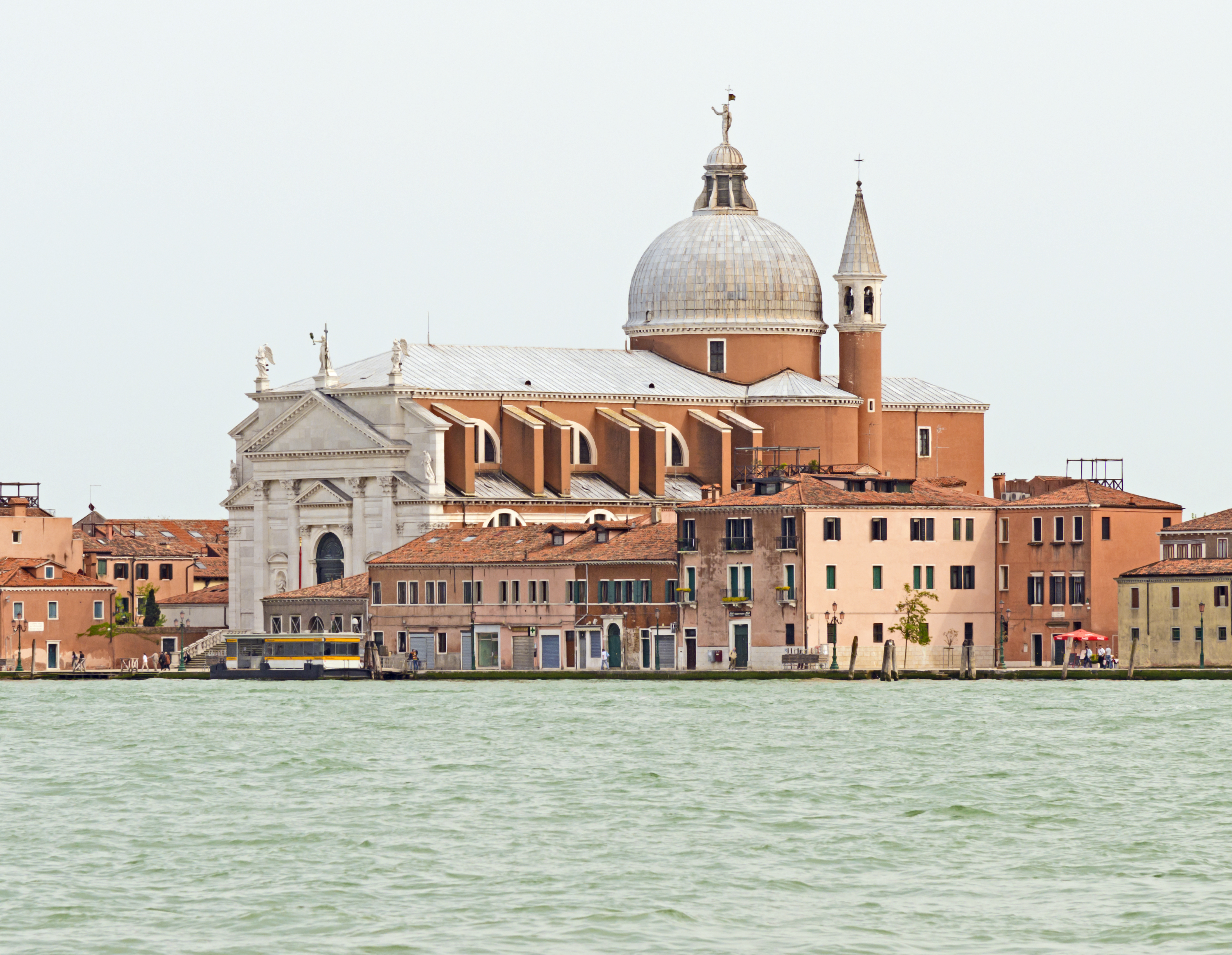
Базилика Христа-Искупителя

С 1577 по 1592 год он сотрудничал с Андреа Палладио в строительстве Базилики Христа-Искупителя на острове Джудекка, построенной в качестве обета для прекращения чумы 1576 года.

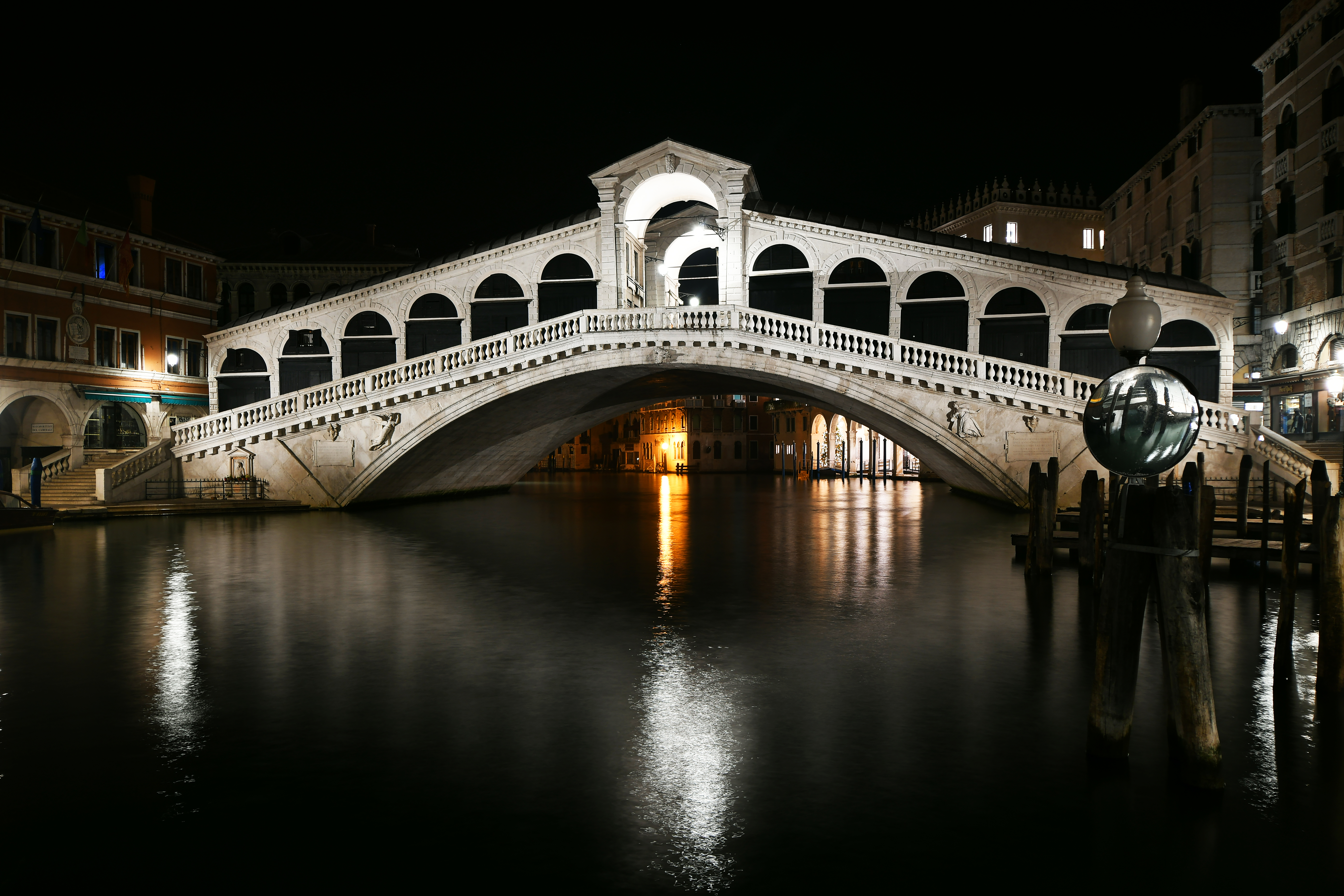
Мост Риальто

Однако самая важная работа была создана позже — мост Риальто. Первоначально строение было деревянным, оно неоднократно разрушалось, поэтому уже думали о его переделке в камне. Его первый проект был реализован в 1514 году фра Джованни Джокондо при реконструкции рынка Риальто. Начиная с 1554 года самые известные архитекторы того времени представляли другие проекты, но только в конце XVI века дож Паскуале Чиконья объявил конкурс. Предложения поступали от таких архитекторов, как Якопо Сансовино, Андреа Палладио и Джакомо Бароцци да Виньола, но все они предлагали классический подход со множеством арок. Соревнование было возрождено в 1587 году, в нём приняли участие Винченцо Скамоцци и Да Понте, но победил Да Понте; его проект был выбран 9 июня 1588 года, потому что он предложил единую арку.
Умер 20 марта 1597 года в Венеции и был похоронен в церкви Святого Маурицио. Его племянник, Антонио Контин, сменил его на посту суперинтенданта, одержав победу над Винченцо Скамоцци в конкурсе.

## Семья
Отец — мастер Баттиста (Джамбаттиста), венецианского происхождения.
Брат — Паоло да Понте, итальянский инженер и архитектор.
Сводный брат — Бернардино Контин (1530 −1596) — итальянский скульптор и архитектор.